# Francis Jeffers
Francis Jeffers (Liverpool, 25 gennaio 1981) è un allenatore di calcio ed ex calciatore inglese, di ruolo attaccante.

## Carriera

### Club
Jeffers comincia la sua carriera da calciatore nell'Everton, debuttando il 26 dicembre 1997 contro il Manchester United all'Old Trafford.
Nell'estate del 2001 viene acquistato dall'Arsenal per circa quindici milioni di euro, ma i due anni nei Gunners sono segnati da molti infortuni.
Nell'estate del 2003 fa ritorno all'Everton con la formula del prestito.
Nell'estate del 2004 viene acquistato dal Charlton per cinque milioni di euro.
Ha giocato in prestito nei Rangers nel campionato scozzese dal 31 agosto 2005 per un periodo di sei mesi, ma ritornò a dicembre dopo le sue prestazioni non all'altezza delle aspettative.
L'allenatore del Charlton, Alan Curbishley annunciò che Jeffers avrebbe lasciato il club dopo la scadenza del contratto nell'estate del 2006.
Jeffers firmò per il Blackburn il 30 giugno 2006 un contratto di due anni.
Ha giocato nella Football League Championship in prestito per un mese all'Ipswich Town a partire dal 2 marzo 2007. Ha segnato il suo primo gol con l'Ipswich Town nel debutto fuori casa contro l'Hull City. In questa gara, ha ricevuto anche il premio quale uomo partita per il gol segnato e per la creazione di un assist. Il club vinse poi la partita per 5-2. Ritornato al Blackburn Rovers dopo un infortunio al tendine del ginocchio subìto contro il Southend United e avendo fatto un rapido recupero, gli è stato concesso di tornare all'Ipswich Town in prestito fino al termine della stagione 2006/07.
L'Ipswich Town tentò di negoziare il trasferimento permanente di Jeffers, ma dopo il rifiuto di due offerte (£ 250.000 e £ 600.000), il presidente dell'Ipswich Town, David Sheepshanks accusò il Blackburn di impedire il riscatto del giocatore. L'Ipswich Town quindi propose una terza e ultima offerta per Jeffers, ma a seguito delle polemiche tra i due club, fu rifiutata.
Jeffers è entrato a far parte dello Sheffield Wednesday il 9 agosto 2007, con un ingaggio che si aggira intorno alle £ 700.000 per tre anni, ha ottenuto la maglia numero 9, in sostituzione del calciatore scozzese Steven MacLean, ex idolo della tifoseria. Jeffers ha debuttato nella gara di apertura del campionato conclusasi con una sconfitta per 4-1 contro l'Ipswich Town. Ha quindi subìto un infortunio che lo ha tenuto lontano dai campi per tutto il primo mese della stagione 2007/08, eccetto i venti minuti iniziali. Di ritorno dall'infortunio Jeffers è stato inizialmente criticato da alcune frange della tifoseria dello Sheffield Wednesday. Tuttavia è riuscito ad eliminare la maggior parte delle critiche segnando un gol da quasi trenta metri contro l'Hull City dopo aver ricevuto palla dal suo compagno di reparto Deon Burton.
La rete ha messo fine ad una serie di sconfitte di sei gare all'inizio della stagione 2007/08 della Championship. Dopo un inizio vivace contro lo Stoke City, Jeffers ha subito un tackle in ritardo da parte di Ryan Shawcross ed è stato costretto ad uscire dal campo in barella. I primi rapporti medici parlavano di una frattura alla caviglia, ma esami successivi hanno riscontrato un danno ai legamenti che lo avrebbe costretto a restare fuori per circa tre mesi, un duro colpo dato che Jeffers stava creando grossi problemi alla difesa avversaria durante i primi quaranta minuti di gioco, ispirando le due reti di Marcus Tudgay, e contribuendo così alla vittoria in trasferta per 4-2. Jeffers è rientrato dall'infortunio alla caviglia come riserva contro l'Hull City, nella gara conclusasi con una sconfitta per 1-0. Solo quarantotto ore più tardi è però tornato in campo all'Hillsborough per la prima volta in due mesi e nonostante abbia giocato per quarantacinque minuti, ha realizzato il gol vittoria dopo ottantadue minuti su calcio di rigore. Questo è stato il secondo goal di Jeffers per gli Owls.
In seguito si trasferisce in Australia, poi ritorna in Scozia per giocare al Motherwell (11 presenze e 1 gol) quindi fa ritorno nel continente oceaniano, tornando a vestire la divisa del Newcastle United Jets. Svincolatosi, gioca per i maltesi del Floriana e per l'Accrington, in quarta divisione inglese, terminando la carriera nel luglio del 2013.

### Nazionale
Jeffers ha una sola presenza con la nazionale inglese: l'amichevole persa per 1-3 contro l'Australia il 2 febbraio 2003; in questa circostanza è andato anche a segno, risultando quindi essere uno dei pochi calciatori con una sola presenza ed un gol in nazionale.

## Statistiche

### Presenze e reti nei club
| Stagione       | Squadra             | Campionato     | Campionato | Campionato | Coppe nazionali | Coppe nazionali | Coppe nazionali | Coppe europee | Coppe europee | Coppe europee | Totale | Totale |
| Stagione       | Squadra             | Comp           | Pres       | Reti       | Comp            | Pres            | Reti            | Comp          | Pres          | Reti          | Pres   | Reti   |
| -------------- | ------------------- | -------------- | ---------- | ---------- | --------------- | --------------- | --------------- | ------------- | ------------- | ------------- | ------ | ------ |
| 1997-1998      | Everton             | EPL            | 1          | 0          | FACup+CdL       | 0+0             | 0+0             | -             | -             | -             | 1      | 0      |
| 1998-1999      | Everton             | EPL            | 15         | 6          | FACup+CdL       | 2+0             | 1+0             | -             | -             | -             | 17     | 7      |
| 1999-2000      | Everton             | EPL            | 21         | 6          | FACup+CdL       | 5+2             | 0+0             | -             | -             | -             | 28     | 6      |
| 2000-2001      | Everton             | EPL            | 12         | 6          | FACup+CdL       | 0+2             | 0+1             | -             | -             | -             | 14     | 7      |
| Totale Everton | Totale Everton      | Totale Everton | 49         | 18         |                 | 11              | 2               |               | 0             | 0             | 60     | 20     |
| 2001-2002      | Arsenal             | EPL            | 6          | 2          | FACup+CdL       | 2+0             | 0+0             | UCL           | 2             | 0             | 10     | 2      |
| 2002-2003      | Arsenal             | EPL            | 16         | 2          | FACup+CdL       | 6+1             | 3+1             | UCL           | 5             | 0             | 28     | 6      |
| Totale Arsenal | Totale Arsenal      | Totale Arsenal | 22         | 4          |                 | 9               | 4               |               | 7             | 0             | 38     | 8      |
| 2003-2004      | Everton             | EPL            | 18         | 0          | FACup+CdL       | 3+1             | 2+0             | -             | -             | -             | 22     | 2      |
| 2004-gen. 2005 | Chartlon            | EPL            | 20         | 3          | FACup+CdL       | 2+2             | 1+1             | -             | -             | -             | 24     | 5      |
| gen.-giu. 2005 | Rangers             | SPL            | 8          | 0          | SC+CdL          | 0+2             | 0+0             | CU            | 4             | 0             | 4      | 0      |
| 2005-2006      | Chartlon            | EPL            | 0          | 0          | FACup+CdL       | 0+0             | 0+0             | -             | -             | -             | 0      | 0      |
| 2006-gen. 2007 | Blackburn           | EPL            | 10         | 0          | FACup+CdL       | 1+1             | 0+0             | CU            | 3             | 1             | 15     | 1      |
| gen.-giu. 2007 | Ipswich Town        | FLC            | 9          | 4          | FACup+CdL       | 0+0             | 0+0             | -             | -             | -             | 9      | 4      |
| 2007-2008      | Sheffield Wednesday | FLC            | 10         | 2          | FACup+CdL       | 1+1             | 0+0             | -             | -             | -             | 12     | 2      |
| 2008-2009      | Sheffield Wednesday | FLC            | 31         | 3          | FACup+CdL       | 1+0             | 0+0             | -             | -             | -             | 32     | 3      |
| 2009-2010      | Sheffield Wednesday | FLC            | 13         | 0          | FACup+CdL       | 1+2             | 0+0             | -             | -             | -             | 16     | 0      |
| 2010-gen. 2011 | Newcastle Jets      | APL            | 9          | 1          | -               | -               | -               | -             | -             | -             | 9      | 1      |
| gen.-giu. 2011 | Motherwell          | SPL            | 10         | 1          | SC+CdL          | 4+0             | 1+0             | -             | -             | -             | 14     | 2      |
| 2011-gen. 2012 | Newcastle Jets      | APL            | 17         | 1          | -               | -               | -               | -             | -             | -             | 17     | 1      |
| gen.-giu. 2012 | Floriana            | MPL            | 2          | 1          | -               | -               | -               | -             | -             | -             | 2      | 1      |
| 2012-2013      | Accrington Stanley  | FL2            | 7          | 2          | FACup+CdL       | 0+0             | 0+0             | -             | -             | -             | 7      | 2      |
| Totale         | Totale              | Totale         | 235        | 40         |                 | 42              | 11              |               | 14            | 1             | 291    | 52     |

### Presenze e reti in nazionale
| Cronologia completa delle presenze e delle reti in nazionale ― Inghilterra | Cronologia completa delle presenze e delle reti in nazionale ― Inghilterra | Cronologia completa delle presenze e delle reti in nazionale ― Inghilterra | Cronologia completa delle presenze e delle reti in nazionale ― Inghilterra | Cronologia completa delle presenze e delle reti in nazionale ― Inghilterra | Cronologia completa delle presenze e delle reti in nazionale ― Inghilterra | Cronologia completa delle presenze e delle reti in nazionale ― Inghilterra | Cronologia completa delle presenze e delle reti in nazionale ― Inghilterra |
| Data                                                                       | Città                                                                      | In casa                                                                    | Risultato                                                                  | Ospiti                                                                     | Competizione                                                               | Reti                                                                       | Note                                                                       |
| -------------------------------------------------------------------------- | -------------------------------------------------------------------------- | -------------------------------------------------------------------------- | -------------------------------------------------------------------------- | -------------------------------------------------------------------------- | -------------------------------------------------------------------------- | -------------------------------------------------------------------------- | -------------------------------------------------------------------------- |
| 12-2-2003                                                                  | Londra                                                                     | Inghilterra                                                                | 1 – 3                                                                      | Australia                                                                  | Amichevole                                                                 | 1                                                                          | 46’                                                                        |
| Totale                                                                     |                                                                            | Presenze                                                                   | 1                                                                          |                                                                            | Reti                                                                       | 1                                                                          |                                                                            |

## Palmarès
- Premier League: 1

Arsenal: 2001-2002
- FA Cup: 2

Arsenal: 2001-2002, 2002-2003